# Medalla Janssen
La Medalla Janssen és una recompensa atorgada per l'l'Acadèmia de Ciències de França a la persona que hagi contribuït pels seus treballs o els seus descobriments al progrés de l'Astrofísica.
El premi va ser fundat el 1886, encara que la primera medalla no es concedí fins a un any més tard. La comissió formada per decidir sobre el primer receptor de la medalla seleccionà el físic alemany Gustav Kirchhoff pels seus treballs en Espectroscòpia. No obstant això, Kirchhoff de 63 anys va morir el 17 d'octubre de 1887, uns mesos abans que el premi li fos lliurat.En lloc de triar un nou receptor per a l'adjudicació, la Comissió va anunciar en la sessió de l'Acadèmia de 26 desembre 1887 que la medalla inaugural seria col·locada sobre la seva tomba, un "suprem honor en memòria d'aquest gran erudit de Heidelberg".
El premi estava destinat a ser biennal, però va ser concedit en 1888 i novament en 1889. Una declaració en els Resums de l'Acadèmia de les ciències de l'any 1989, va aclarir que el premi s'atorgaria anualment durant els primers set anys, i després cada dos anys a partir de 1894 en endavant.
Aquest premi és diferent del Premi Jules Janssen (creat l'any 1897), un premi anual atorgat per la Societat Astronòmica de França (SAF). Tots dos premis s'anomenen així per l'astrònom francès Pierre Janssen (1824–1907)(més conegut com a Jules Janssen). Janssen va fundar el premi de l'Acadèmia, i va ser membre de la comissió inaugural.

## Guanyadors
- 1887 - Gustav Kirchhoff[4] (a títol pòstum)
- 1888 - William Huggins,[4][5]
- 1889 - Norman Lockyer[4]
- 1890 - Charles Augustus Young,[4][6]
- 1891 - Georges Rayet[4]
- 1892 - Pietro Tacchini,[4][7]
- 1893 - Samuel Pierpont Langley[8]
- 1894 - George Ellery Hale[4]
- 1896 - Henri Deslandres[4]
- 1898 - Aristarkh Belopolsky[4]
- 1900 - Edward Emerson Barnard[4]
- 1902 - Aymar de la Baume Pluvinel[4]
- 1904 - Aleksey Pavlovitch Hansky[4]
- 1905 - Gaston Millochau[4] (condecor.vermella)[9]
- 1906 - Annibale Riccò[4]
- 1908 - Pierre Puiseux[4]
- 1910 - William Wallace Campbell[4]
- 1912 - Alfred Perot[4]
- 1914 - René Jarry-Desloges[10]
- 1916 - Charles Fabry[11]
- 1918 - Stanislas Chevalier[12]
- 1920 - William Coblentz[13]
- 1922 - Carl Størmer[14]
- 1924 - George Willis Ritchey[15]
- 1926 - Francisco Miranda da Costa Lobo[12]
- 1928 - William Hammond Wright[16]
- 1930 - Bernard Ferdinand Lyot[12]
- 1932 - Alexandre Dauvillier[12]
- 1934 - Walter Sydney Adams[17]
- 1936 - Henry Norris Russell[18]
- 1938 - Bertil Lindblad[12]
- 1940 - Harlow Shapley[12]
- 1943 - Lucien Henri de Azambuja[12]
- 1944 - Jean Rösch[12]
- 1946 - Jan Hendrik Oort[12]
- 1949 - Daniel Chalonge[12]
- 1952 - André Couder[12]
- 1955 - Otto Struve[19]
- 1958 - André Lallemand[12]
- 1961 - Pol Swings[20]
- 1964 - Jean-François Denisse[21]
- 1967 - Bengt Strömgren[22]
- 1970 - Gérard Wlérick[23]
- 1973 - Lucienne Devan[24] (condecor.vermella)[25]
- 1976 - Paul Ledoux[26]
- 1979 - Jean Delhaye[27]
- 1982 - Georges Michaud[28]
- 1994 - Serge Koutchmy[29]
- 1999 - Jean-Marie Mariotti
- 2003 - Gilbert Vedrenne[1]
- 2007 - Bernard Fort[30]
- 2011 - Francois Mignard[31]